# 阿玻拉

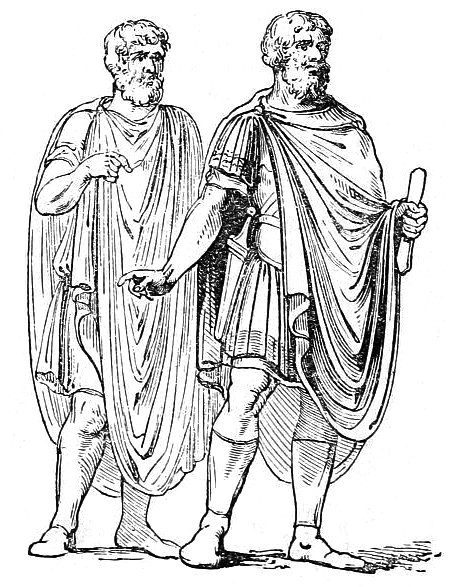

阿玻拉（拉丁语：Abolla）是古希腊和古罗马人所穿的一种斗篷状的衣服。它是一种大型的彩色呢绒服，穿起来像托加一样。常常是黄色或棕色。阿玻拉之于军人好比托加之于平民。在军事领域，它是由高级官员或接管防务者所穿，或是已经完成了兵役的男子。所以室内穿着阿玻拉的一般都是老兵。
公元2世纪时，阿玻拉是罗马军团的常见穿着，3世纪传入希腊并流行。